# Louis-Benoît Genevois-Duraisin
Pour les articles homonymes, voir Genevois.
Louis Benoît Genevois-Duraisin, né le 18 février 1751 à La Mure (province du Dauphiné), mort le 15 septembre 1824 à Genève (Suisse), est un homme politique de la Révolution française. 
Avocat, il siège dans les assemblées préliminaires à la Révolution du Dauphiné et devient président du tribunal criminel de l'Isère en 1792. 
Genevois est élu député de l'Isère, le deuxième sur neuf, à la Convention nationale en septembre 1792. Il vote la mort sans conditions au procès de Louis XVI. Il est absent à la mise en accusation de Marat et au rétablissement de la Commission de Douze. Il est siège au Comité de Sûreté générale entre le 15 prairial et le 15 thermidor an III (entre le 3 juin et le 2 août 1795). 
Genevois est élu au Conseil des Cinq-Cents le 22 vendémiaire an IV et en sort en l'an VI. Il est nommé juge au tribunal de Cassation en 1800. En tant que régicide et que soutient aux Cent-Jours, il est visé par la loi du 12 janvier 1816.